# Бальк, Герман
Георг Отто Герман Бальк (нем. Georg Otto Hermann Balck, читается Болк; 7 декабря 1893, Данциг, королевство Пруссия — 29 ноября 1982, Асперг, ФРГ) — немецкий военачальник времён Второй мировой войны, генерал танковых войск. Кавалер Рыцарского креста с Дубовыми Листьями, Мечами и Бриллиантами.
По мнению некоторых историков, был выдающимся командиром бронетанковых войск . 

## Биография

### Ранние годы
Сын генерал-лейтенанта кайзеровской армии Вильяма Балька

### Начало карьеры и Первая мировая война
Поступил на военную службу в апреле 1913 года фанен-юнкером (кандидат в офицеры) в 10-й егерский батальон. С августа 1914 — лейтенант, и. о. адъютанта 10-го егерского батальона. Награждён Железным крестом 2-й степени. В конце октября 1914 ранен, в госпитале до февраля 1915. Награждён Железным крестом 1-й степени и баварским орденом. В июне 1916 ранен вторично. В сентябре-декабре 1915 — командир роты 22-го егерского батальона, затем — командир «охотничьей команды» 5-й кавалерийской дивизии. Награждён австро-венгерским орденом. С марта 1916 — командир пулемётной роты в 22-м, затем в 10-м егерском батальоне. В декабре 1917 награждён Рыцарским крестом ордена Дома Гогенцоллернов.

### Между мировыми войнами
Продолжил службу в рейхсвере. С февраля 1938 — подполковник, с ноября 1938 — в инспекции моторизованных войск Верховного командования сухопутных сил.

### Вторая мировая война

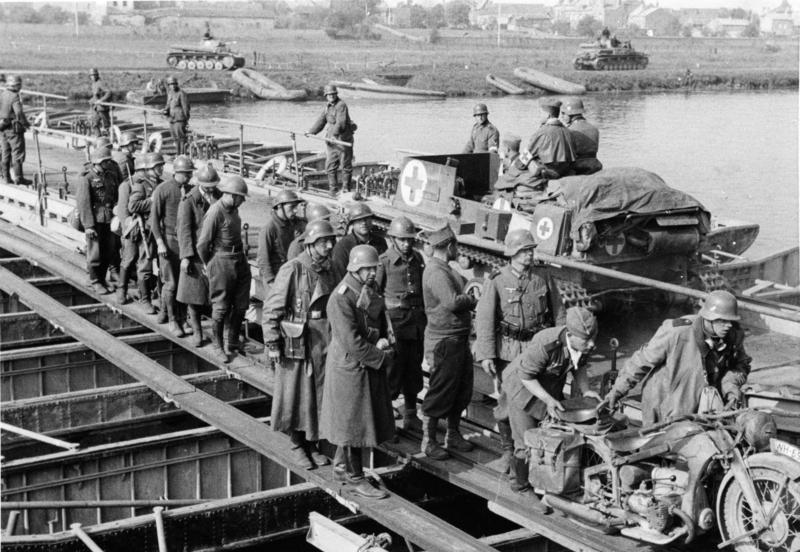
1-я танковая дивизия переправляется по понтонному мосту на Маасе возле Седана, 1940 год.

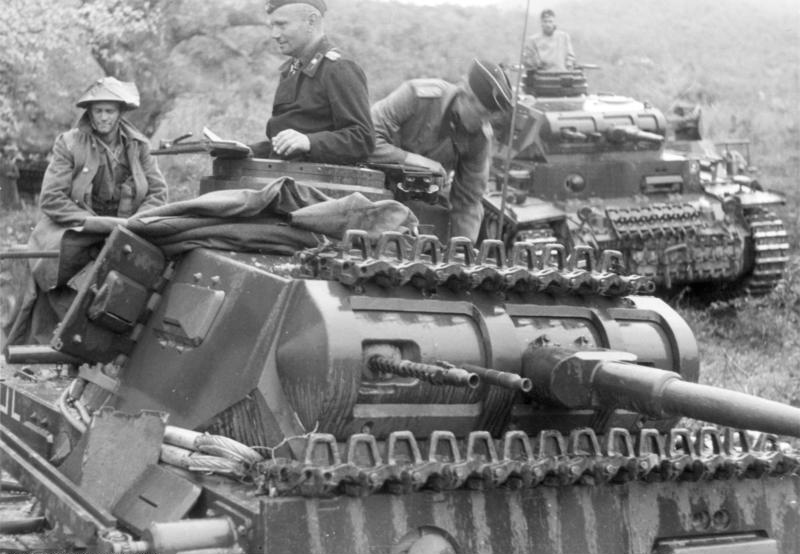
Бальк в командирской машине в Греции, апрель 1941 г.

Когда в 1939 году началась Вторая мировая война, Бальк служил в Oberkommando des Heeres (OKH) в качестве штабного офицера Инспекции моторизованных войск, которая отвечала за переоснащение и реорганизацию растущих танковых сил. В октябре был назначен командиром одного из механизированных полков 1-й танковой дивизии, в составе которой он участвовал во время битвы за Францию . 1-я танковая дивизия входила в состав танкового корпуса Гудериана. Полк Балька возглавил переправу через Маас и установил плацдарм на дальнем берегу.
Зимой 1940 года — весной 1941 года командовал танковым полком и руководил этим подразделением во время битвы за Грецию . Позже командовал танковой бригадой той же дивизии. В июле 1941 года вернулся к штабным обязанностям в Инспекции бронетанковых войск. В мае 1942 года Бальк отправился на Восточный фронт, командуя 11-й танковой дивизией на Украине и юге России. После окружения 6-й армии под Сталинградом в ходе советской операции «Уран» немецкий южный фронт столкнулся с общим крахом. Дивизия Балька приняла участие в попытках остановить наступление советских войск. В сражении на реке Чир его дивизия уничтожила советский 5-й танковый корпус и большую часть советской 5-й танковой армии. За это и другие достижения Бальк получил «бриллианты» к Рыцарскому кресту, став одним из двадцати семи офицеров, получивших за войну Рыцарский крест с дубовыми листьями, мечами и бриллиантами.
Затем Бальку было поручено командовать элитным подразделением вермахта, дивизией «Великая Германия», которую он возглавил в Житомире в 1943 году. После непродолжительной командировки в Италию, где он командовал XIV танковым корпусом, в декабре 1943 вернулся, чтобы командовать XLVIII танковым корпусом на Восточном фронте, а также участвовать в операциях против советского зимне-весеннего наступления на западе Украины в 1944 году. В июле 1944 года командовал корпусом на начальном этапе советского Львовско-Сандомирского наступления . Принимал непосредственное участие в неудавшейся попытке помощи окруженному XIII армейскому корпусу в котле Броды, где тот был уничтожен. В августе 1944 года принял командование 4-й танковой армией.
В сентябре 1944 года был переведен из 4-й танковой армии в Польше на Западный фронт, чтобы командовать группой армий G в помощь генералу Йоханнесу Бласковицу в Эльзасе,. Бальк не смог остановить наступление союзников под командованием генерала Джорджа С. Паттона, и в конце декабря был освобожден от командования группой армий G и отправлен в резерв фюрера. Благодаря вмешательству генерала Хайнца Гудериана был переведен командовать воссозданной 6-й армией в Венгрии, которая также имела оперативное управление двумя венгерскими армиями. Подразделение Балька сдалось XX корпусу США в Австрии 8 мая 1945 года.

### После войны
Оставался в плену до 1947 года, отказавшись участвовать в исследовании войны, проводимом Историческим отделом армии США. Выйдя на свободу, устроился рабочим склада. В 1948 году был вновь арестован за расстрел подполковника Иоганна Шоттке. Инцидент произошел, когда Бальк командовал группой армий «G» на западном фронте. 28 ноября 1944 года возле Саарбрюккена подразделение Шоттке не смогло обеспечить поддерживающий артиллерийский огонь по намеченному району. Его самого нашли пьяным на дежурстве. Бальк вынес решение в порядке упрощенного судопроизводства и Шоттке был расстрелян. Балька признали виновным в убийстве и приговорили к трем годам тюремного заключения, из которых он отбыл 18 месяцев.
Кроме того, Бальк был приговорен французским военным судом в Кольмаре к 20 годам каторжных работ за участие в операции
«Вальдфест», но не был выдан правительством ФРГ.
В конце 1970-х и начале 1980-х годов Бальк и Фридрих фон Меллентин участвовали в семинарах и групповых дискуссиях со старшими руководителями НАТО в Военном колледже армии США в Карлайле, штат Пенсильвания.

## Оценка карьеры

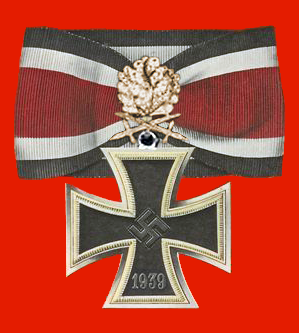
Рыцарский крест Железного креста с Дубовыми Листьями, Мечами и Бриллиантами

По мнению американского военного историка Дэвида Т. Забекки, Бальк был выдающимся командиром бронетанковых войск, примером чего является его управление 11-й танковой дивизией и 48-м танковым корпусом в 1942-43 годах. Анализируя действия Балька во время кризиса на реке Чир в декабре 1942 года, американский генерал Уильям ДеПью оценил Балька как «возможно, лучшего командира дивизии в немецкой армии». Некоторые сражения, в которых участвовал Бальк, описаны в мемуарах Фридриха фон Меллентина — «Танковые сражения».
Бальк начал войну в звании оберстлейтенанта (подполковника) в 1939 году и закончил ее генералом танковых войск. Был одним из двадцати семи офицеров Вермахта, получивших Рыцарский крест с дубовыми листьями, мечами и бриллиантами (на илл.).

## Награды

### Германская империя[11]
- Железный крест 2-го класса (15 октября 1914) (Королевство Пруссия)[12]
- Железный крест 1-го класса (26 ноября 1914)[12]
- Орден «За военные заслуги» 4-го класса с мечами (15 ноября 1914) (Королевство Бавария)
- Крест «За военные заслуги» 3-го класса (28 февраля 1916) (Австро-Венгрия)
- Королевский орден Дома Гогенцоллернов рыцарский крест с мечами (3 декабря 1917)
- Нагрудный знак «За ранение» в золоте (10 мая 1918)

### Нацистская Германия[11]
- Почётный крест Первой мировой войны 1914/1918 с мечами
- Медаль «За выслугу лет в Вермахте» с 1-го по 4-й класс
- Пряжка к Железному кресту 2-го класса (12 мая 1940)
- Пряжка к Железному кресту 1-го класса (13 мая 1940)
- Орден «За храбрость» 3 степени, 1-го класса с мечами (2 декабря 1941) (Царство Болгария)
- Нагрудный знак «За танковую атаку» в серебре (14 октября 1943)
- Рыцарский крест Железного креста с Дубовыми Листьями, Мечами и Бриллиантами (на илл.)
  - Рыцарский крест (№ 53) (30 июня 1940)[12]
  - Дубовые листья (№ 155) (20 декабря 1942)[12]
  - Мечи (№ 25) (4 марта 1943)[12]
  - Бриллианты (№ 19) (31 августа 1944)[12]
- Упоминался в Вермахтберихт (17 мая 1940, 20 декабря 1942, 9 сентября 1944)